# Полицейский и бандит 3
«Полицейский и бандит 3» (англ. Smokey and the Bandit Part 3) — фильм режиссёра Дика Лоури 1983 года. Фильм также известен под названием «Смоки и Бандит 3». Эпизодическую роль в картине исполнил Берт Рейнолдс.

## Сюжет
Шериф Бьюфорд Джастис уходит в отставку. Однако Эносы предлагают ему заключить сделку на 250 000 долларов. Если он выиграет, то получит деньги, а если проиграет, то отдаст им свой значок шерифа. Бьюфорд сначала отказывается, но на пенсии ему становится скучно, и он соглашается на пари. Суть сделки заключается в том, что необходимо перевезти муляж акулы на машине из Флориды в Техас за определенное время. Бьюфорд забирает рыбу и отправляется в путь вместе со своим сыном Джуниором.
Эносы устанавливают много ловушек, но Бьюфорд уклоняется от них. Тогда они пытаются нанять Бандита, чтобы остановить его. Решив, что с реальным Бандитом будет сложно договориться, они нанимают Снеговика. Новый Бандит оставляет свой грузовик и пересаживается в черно-золотой Понтиак Транс-Ам 1983 года.
После этого Бандит подбирает девушку по имени Дасти, которая бросает свою работу в салоне подержанных автомобилей. Бандит догоняет Бьюфорда и крадет рыбу. Шериф преследует Бандита вместе с другим офицером полиции, который пытается взять на себя ответственность за ситуацию. Однако обе полицейские машины попадают в аварию. Бьюфорд догоняет Бандита и Дасти после того, как они останавливаются в придорожном кафе, чтобы поесть. При этом погоня создает хаос в местном городе. Бандиту удается оторваться от преследования, так как грузовой автомобиль блокирует переулок, через который проехал Бандит. Бьюфорд выходит из машины и просит водителя грузовика освободить дорогу. В то же время машину Бьюфорда собираются буксировать на эвакуаторе, однако ему удается отцепить машину. Оператор эвакуатора преследует его вместе с Джуниором, который повис на крюке этого грузовика. Бьюфорду удается оторваться от грузовика, который врезается в несколько машин, а Джуниор улетает в кювет.
Бьюфорд преследует Бандита на площади Ярмарок в Миссисипи. Автомобиль Бьюфорда наезжает на препятствие, наклоняется и таким образом временно продолжает преследование на двух боковых колесах. Ночью Бандит и Дасти останавливаются в отеле. Бьюфорд видит Транс-Ам Бандита, припаркованный возле него и также останавливается. В отеле он ищет муляж рыбы, которую находит и забирает. Проходя мимо сауны он думает, что там находится Бандит и арестовывает его. Однако выясняется, что он арестовал женщину крепкого телосложения, которая оказывается прикована к нему наручниками. Шериф освобождает женщину.
На следующий день две шины Бьюфорда Эносы взрывают с помощью дьявольского дартса. Бандит опять забирает рыбу. Бьюфорд преследует его на двух оставшихся шинах сначала через стадо крупного рогатого скота, затем на лодке, затем опять на машине по полю, где Эносы подрывают боезаряды, один из которых уничтожает всю внешнюю оболочку автомобиля, кроме двигателя, сидений и фонарей, которые Джуниор держит над головой. Тем не менее Бандит позволяет Бьюфорду забрать рыбу, чтобы тот смог победить. Сразу после получения призовых денег Бьюфорд хочет арестовать Бандита. Однако, когда шериф подходит к машине, в которой находится Бандит, ему кажется, что в машине находится настоящий Бандит в исполнении Берта Рейнолдса. Тот уговаривает отпустить его и начать новое преследование. Бьюфорд соглашается и уезжает, но без сына. Джуниор пытается догнать своего отца, он бежит за ним, постепенно теряя при этом все деньги.

## В ролях
- Джеки Глисон — шериф Бьюфорд Джастис
- Джерри Рид — Кледус Сноу/Бандит
- Пол Уильямс — Энос Бардетт младший
- Пэт МакКормик —  Энос Бардетт старший
- Майк Генри — Джуниор Джастис, сын шерифа
- Коллин Кэмп — Дасти Трэйлс
- Фэйт Минтон — Тина
- Бёрт Рейнолдс — настоящий Бандит

## Производство
Первоначально Джеки Глисон должен был играть две роли, шерифа Бьюфорда Джастиса и Бандита, а фильм должен быть называться «Смоки — это Бандит». Были сделаны первоначальные съемки в октябре 1982 года. При тестовых показах подобная концепция сбивала аудиторию с толку, поэтому в апреле 1983 года были сделаны пересъёмки с участием Джерри Рида.

## Саундтрек
Оригинальный саундтрек к фильму был выпущен на грампластинках и аудиокассетах студией MCA Records в 1983 году. Продюсерами саундтрека являлись Джон Стюарт, Джерри Крутчфилд и Ларри Канслер.
| №                   | Название                                | Автор(ы)              | Длительность |
| ------------------- | --------------------------------------- | --------------------- | ------------ |
| 1.                  | «Ticket for the Wind» (Джон Стюарт)     | Джон Стюарт           | 4:03         |
| 2.                  | «The Bandit Express» (Ли Гринвуд)       | Дик Феллер, Дон Шлитц | 3:42         |
| 3.                  | «Buford T. Justice» (Эд Брюс)           | Дик Феллер, Дон Шлитц | 2:53         |
| 4.                  | «The Legend of the Bandit» (Ли Гринвуд) | Сэм Видман            | 2:59         |
| 5.                  | «Dixie» (Ларри Канслер)                 | Ларри Канслер         | 2:25         |
| 6.                  | «Buford in Pursuit» (Ларри Канслер)     | Ларри Канслер         | 1:55         |
| Общая длительность: | Общая длительность:                     | Общая длительность:   | 17:57        |

## Критика
Фильм получил негативные отзывы критиков. Фильм как правило считается самым слабым из трилогии о Бандите с точки зрения сюжета и доходов. Он получил рейтинг одобрения в 17 % на агрегаторе рецензий Rotten Tomatoes на основе 6 обзоров. Джанет Маслин из Нью Йорк Таймс поставила фильму отрицательную оценку, раскритиковав трюки и диалоги в фильме.